# تشارلز هنري بوند
تشارلز هنري بوند (بالإنجليزية: Charles Henry Bond)‏ هو شخصية أعمال أمريكي، ولد في 13 يوليو 1846 في Saugus, Massachusetts ‏ في الولايات المتحدة، وتوفي في 3 يوليو 1908 في Swampscott, Massachusetts ‏ في الولايات المتحدة بسبب غرق.